# تليفيريك عنابة
تليفيرك عنابة هو وسيلة نقل بالكابلات  بطول 4 كم  تسيره مؤسسة النقل عن طريق الكوابل و المصاعد الهوائية. يربط  سرايدي بعنابة مرورا بجبل الايدوغ.

## الوصف
يحتوي على 42 عربة ويشغل 49 عاملا منهم 7 عمال في إطار العقود المدعمة.يمر من سرايدي إلى عنابة على جبل الايدوغ.

## تاريخه
في 24 يناير 2019 توقف التيليفريك عن الخدمة بسبب انهيار احد الأعمدة الحاملة له. وكذلك لسقوط عربة بعد محاولة إعادة تشغيله.